# USS Providence (CLG-6)
O USS Providence foi um cruzador operado pela Marinha dos Estados Unidos. Sua construção começou em julho de 1943 nos estaleiros da Bethlehem Shipbuilding em Quincy e foi lançado ao mar em dezembro de 1944, sendo comissionado na frota norte-americana em maio do ano seguinte. Ele foi inicialmente construído como o décimo quarto cruzador rápido da Classe Cleveland e armado com uma variedade de canhões, mas posteriormente foi convertido no primeiro cruzador de mísseis guiados da Classe Providence equipado com lançadores de mísseis RIM-2 Terrier.
O Providence entrou em serviço muito tarde para participar da Segunda Guerra Mundial, assim ocupou-se apenas de exercícios de rotina até ser descomissionado em junho de 1949 e colocado na reserva. Foi reconstruído como um cruzador de mísseis guiados na década de 1950 e recomissionado em setembro de 1959, sendo empregado pela década seguinte em várias operações e períodos de serviço no Oceano Pacífico, incluindo ações durante a Guerra do Vietnã. Foi descomissionado novamente em agosto de 1973 e mantido na Frota de Reserva até ser desmontado em 1980.